# Гермесхаузен, Бернхард
Бернхард Гермесхаузен (нем. Bernhard Germeshausen; 21 августа 1951, Хайлигенштадт, Тюрингия — 15 апреля 2022) — восточногерманский бобслеист, разгоняющий и пилот, выступавший за сборную ГДР в середине 1970-х — начале 1980-х годов. Участник двух зимних Олимпийских игр, двукратный чемпион Инсбрука, обладатель золотой и серебряной медалей Лейк-Плэсида, чемпион мира и Европы.

## Биография
Бернхард Гермесхаузен родился 21 августа 1951 года в городе Хайльбад-Хайлигенштадт, земля Тюрингия. С юных лет полюбил спорт, пошёл в лёгкую атлетику, в частности, активно занимался десятиборьем, в этой дисциплине занял четвёртое место на чемпионате ГДР 1974 года. Впоследствии понял, что не сможет добиться в лёгкой атлетике выдающихся результатов, поэтому решил попробовать себя в бобслее. Прошёл отбор в национальную команду и попал на крупнейшие международные соревнования, присоединившись в качестве разгоняющего к двойке Майнхарда Немера.
Благодаря череде удачных выступлений Гермесхаузена пригласили защищать честь страны на Олимпийских играх 1976 года в Инсбруке, здесь, на удивление общественности, он завоевал сразу две золотые медали, финишировал первым как в двойках, так и в четвёрках. В 1977 году удостоился звания чемпиона мира, победив на соревнованиях в швейцарском Санкт-Морице. Годом спустя пополнил медальную коллекцию бронзой мирового первенства в американском Лейк-Плэсиде. Не менее удачным для спортсмена получился 1979 год, когда он дважды стал чемпионом Европы и добавил в послужной список серебряную награду чемпионата мира в Кёнигсзее.
В 1980 году Бернхард Гермесхаузен ездил на Олимпийские игры в Лейк-Плэсид, где с двухместным экипажем завоевал серебро, а с четырёхместным — золото. Следующий год тоже оказался богатым на медали — чемпионат мира 1981 в Кортина-д’Ампеццо принёс ему сразу две золотые медали в обеих мужских дисциплинах. Кроме того, в этот период спортсмен занёс себе в актив несколько наград с чемпионата Европы, в том числе одно золото. После европейского первенства 1983 года в Сараево, где Гермесхаузен взял очередную серебряную медаль, он принял решение завершить карьеру профессионального спортсмена, уступив место другим восточногерманским бобслеистам, в особенности таким перспективным пилотам, как Вольфганг Хоппе и Бернхард Леман.
Гермесхаузен — дипломированный спортивный преподаватель, работал инструктором в одной из спортивных гимназий Эрфурта.
Скончался 15 апреля 2022 года.

### Выступления на Олимпийских играх
| Олимпийские игры | Возраст | Команда | Двойки | Четвёрки |
| ---------------- | ------- | ------- | ------ | -------- |
| 1976 Инсбрук     | 24      | ГДР     | 1      | 1        |
| 1980 Лейк-Плэсид | 28      | ГДР     | 2      | 1        |